# Chiesa di San Martino Vescovo (Torre di Mosto)
La chiesa di San Martino Vescovo è la parrocchiale di Torre di Mosto, in città metropolitana di Venezia e diocesi di Vittorio Veneto; fa parte della forania di Torre di Mosto.

## Storia
Il paese di Torre di Mosto era parrocchia autonoma già dal XV-XVI secolo, distaccata dalla pieve matrice di Sant'Anastasio.
La chiesa attuale fu costruita nel 1734, venne poi consacrata dal vescovo Lorenzo Da Ponte e fu più volte restaurata.